# 藤原保信
藤原 保信（ふじわら やすのぶ、1935年9月4日 - 1994年6月5日）は、日本の政治学者。専門は政治思想史。学位は、政治学博士（早稲田大学）。元早稲田大学政治経済学部教授。クリスチャン。

## 経歴
長野県安曇野市（旧豊科町）生まれ。少年時に父が戦死し、祖父に育てられ、南安曇農業高等学校を卒業。日清紡の現業労働者として工場で働きながら、早稲田大学第二政治経済学部を卒業。同大学大学院政治学研究科に進学後、修士課程は日本政治史を、博士課程では政治哲学を専攻。1965年博士課程修了（論文名は『近代政治哲学の形成：ホッブズの政治哲学』）。1974年早稲田大学教授。
1969年シカゴ大学に留学し、ジョゼフ・クロプシーとレオ・シュトラウスに師事する。ホッブズの自然哲学・人間論・国家論を近代機械論に基づいて誕生した政治学として体系的にとらえ、その克服という観点から研究する『近代政治哲学の形成――ホッブズの政治哲学』で早稲田大学より政治学博士の学位を取得した。その後、1978年から1年間オックスフォード大学でZ.A.ペルチンスキーの下、ヘーゲルについて在外研究を行う。イギリス理想主義の批判的な継承者でもあり、オックスフォード留学後はコミュニタリアニズムの立場から、環境問題や平和学についても思想史家としての立場から発言を行い、問題意識と学問の統合を図る学者として注目されたが、骨ガンのため闘病するさなか敗血症により死去した。
2005年から2008年までに、10巻本の著作集が刊行された。
学部ゼミの出身者に、奥武則、佐藤正志、飯島昇藏、木村伊量、姜尚中、川出良枝、森まゆみ、齋藤純一、原武史、篠田英朗、岡野八代、重田園江、広瀬巌、梅森直之、林ひふみ（新井一二三）、伊東貴之、遠矢浩規、谷澤正嗣が、大学院からの指導学生に千葉眞、押村高、金田耕一、山田正行、山岡龍一などがいる。

## 人物
ゼミ出身の弟子の一人で政治学者の原武史は、「つらつら思い出すに、藤原保信先生が担当された大学の政治学史の期末試験で、丸山眞男の『日本政治思想史研究』に関する先生の解釈を徹底的に批判したら電話がかかってきて、『批判してくれてありがとう。研究室に来て話さないか』と言われたのは、先生の人徳以外の何物でもなかったのがよくわかる」と、藤原との思い出を振り返っている。

## 著書

### 単著
- 『近代政治哲学の形成――ホッブズの政治哲学』（早稲田大学出版部, 1974年）
- 『正義・自由・民主主義――政治理論の復権のために』（御茶の水書房, 1976年）
- 『西欧政治理論史――その構造と展開（上）』（御茶の水書房, 1976年）
- 『政治哲学の復権――新しい規範理論を求めて』（新評論, 1979年／増補版, 1988年）
- 『ヘーゲル政治哲学講義――人倫の再興』（御茶の水書房, 1982年／新装版, 1989　年）
- 『西洋政治理論史』（早稲田大学出版部、1985年／新装版, 1998年）
- 『政治理論のパラダイム転換――世界観と政治』（岩波書店, 1985年）
- 『大学の責任と政治学の責任と』（行人社, 1987年）
- 『大山郁夫と大正デモクラシー――思想史的考察』（みすず書房, 1989年）
- 『20世紀の政治理論』（岩波書店, 1991年）
- 『自然観の構造と環境倫理学』（御茶の水書房, 1991年）
- 『自由主義の再検討』（岩波書店［岩波新書］, 1993年）
- 『学問へのひとつの道　働くことと学ぶこと』（みすず書房，1995年）
- 『自由主義の政治理論』（早稲田大学出版部, 1997年）

### 共著
- （渋谷浩・渋谷一郎・小笠原弘親）『近代政治思想史（2）市民革命の経済思想』（有斐閣, 1977年）
- （佐藤正志）『ホッブズ――リヴァイアサン』（有斐閣, 1978年）
- （小笠原弘親・小野紀明）『政治思想史』（有斐閣, 1987年）

### 編著
- 『近代政治思想の研究（3）啓蒙政治思想の克服』（成文堂, 1986年）

### 共編著
- （有賀弘・内山秀夫・鷲見誠一・田中治男）『政治思想史の基礎知識――西欧政治思想の源流を探る』（有斐閣, 1977年）
- （飯坂良明・田中浩）『社会契約説――近代民主主義思想の源流』（新評論, 1977年）
- （飯坂良明・澁谷浩）『現代の政治思想――課題と展望』（理想社、1981年）
- （行安茂）『T・H・グリーン研究』（御茶の水書房, 1982年）
- （三島憲一・木前利秋）『ハーバーマスと現代』（新評論, 1987年）
- （千葉眞）『政治思想の現在』（早稲田大学出版部, 1990年）
- （白石正樹・渋谷浩）『政治思想史講義』（早稲田大学出版部, 1991年／新装版, 1998年）
- （山本武彦, ケリー・ケネディ・クオモ）『国際化と人権――日本の国際化と世界人権体制の創造』（国際書院, 1994年）
- （飯島昇蔵）『西洋政治思想史（1・2）』（新評論, 1995年）

### 訳書
- アーネスト・バーカー『政治学原理』（勁草書房, 1969年）
- ジョン・プラムナッツ『近代政治思想の再検討（1-5）』（早稲田大学出版部, 1975-78年）
- Z・A・ペルチンスキー編『ヘーゲルの政治哲学――課題と展望（上・下）』（御茶の水書房, 1980-81年）
- ジョン・グレイ『自由主義』（昭和堂, 1991年）

### 著作集
- 『藤原保信著作集』（新評論,全10巻,2005年-）
  - 1巻「ホッブズの政治哲学」（佐藤 正志・的射場 敬一編）
  - 2巻「ヘーゲルの政治哲学」（引田隆也・山田正行編）
  - 3巻「西洋政治理論史（上）」（中金聡・厚見恵一郎編）
  - 4巻「西洋政治理論史（下）」（岸本広司・川出良枝編）
  - 5巻「20世紀の政治理論」（押村高・谷喬夫編）
  - 6巻「大正デモクラシーと大山郁夫」（荻原隆・梅森直之編）
  - 7巻「政治哲学の復権」（金田耕一・田中智彦編）
  - 8巻「政治理論のパラダイム転換」（千葉眞・添谷育志編）
  - 9巻「自由主義の再検討」（松園伸・山岡龍一編）
  - 10巻「公共性の再構築に向けて」（齋藤純一・谷澤正嗣編）